# Steinau an der Straße

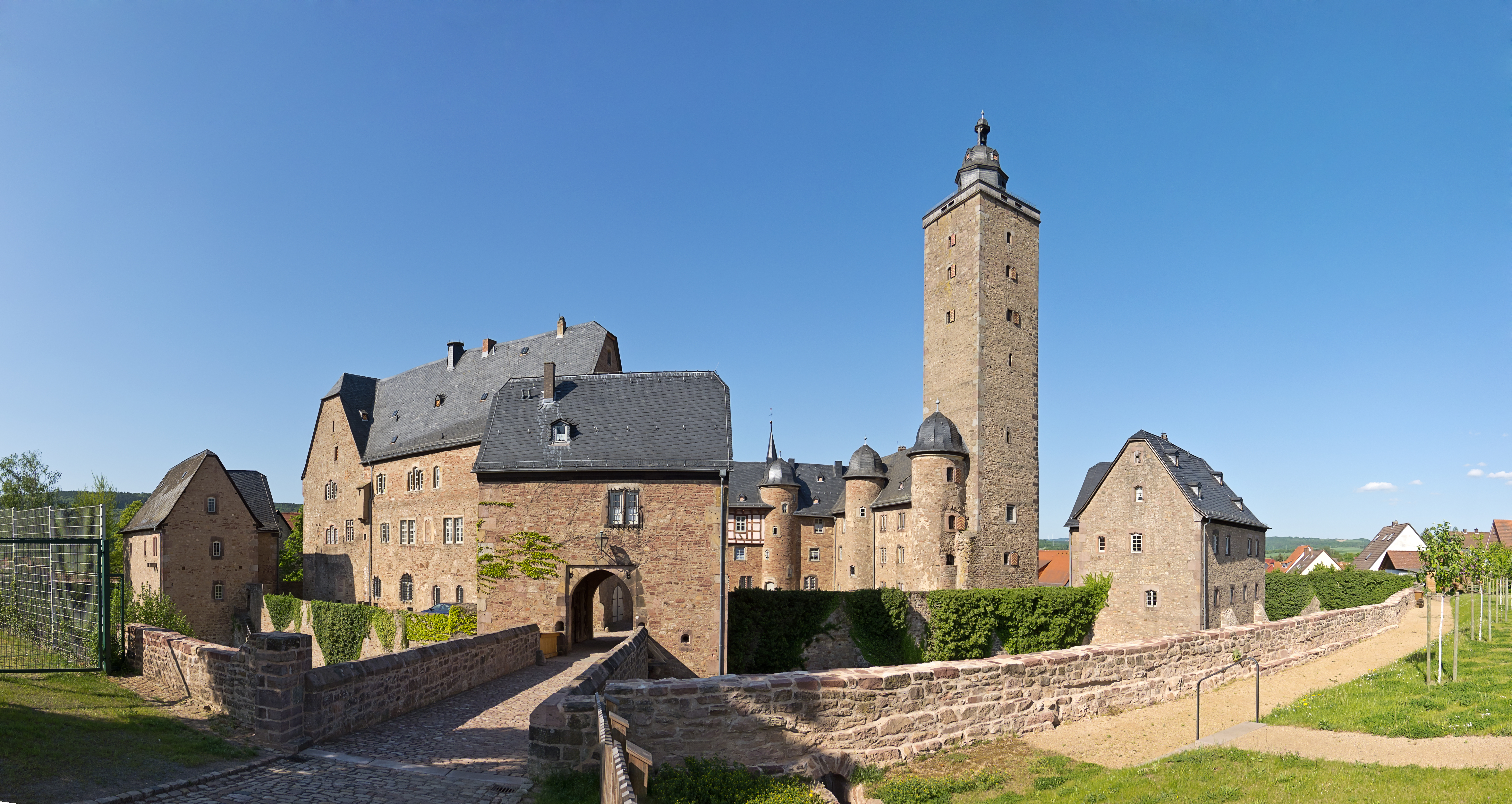
Schloss Steinau

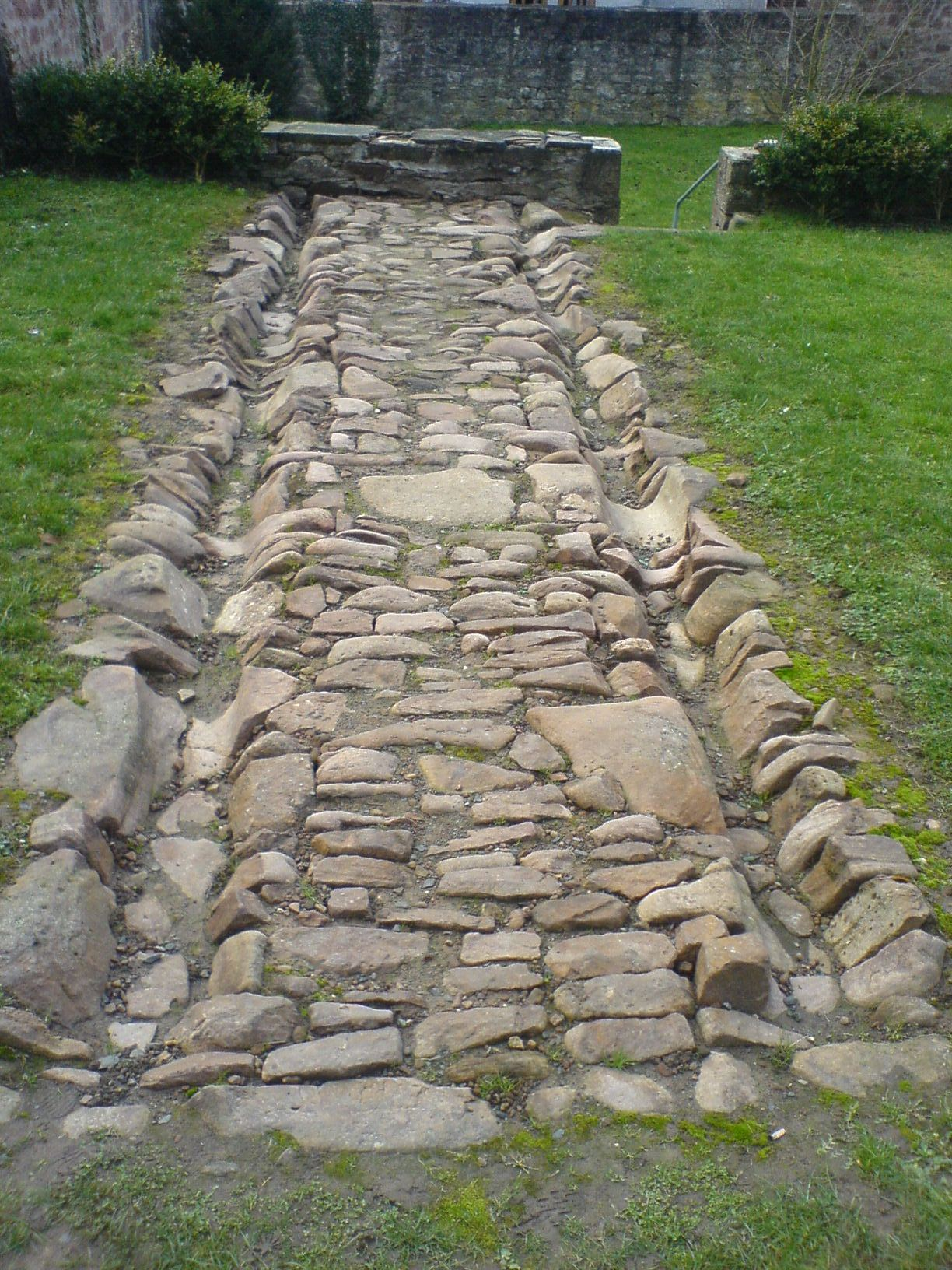
Nachbau der Via Regia in Steinau an der Straße

Steinau an der Straße ist eine Kleinstadt im Main-Kinzig-Kreis im Südosten des Landes Hessen. Der Zusatz „an der Straße“ bezieht sich auf die Via Regia, die alte Handelsstraße von Frankfurt am Main nach Leipzig, und dient seit 1975 der Unterscheidung von anderen gleichnamigen Orten. Die Stadt wurde ursprünglich nach „Steinen im Wasser“ benannt und trägt seit dem 20. März 2006 die amtliche Zusatzbezeichnung Brüder-Grimm-Stadt, da diese hier einen Teil ihrer Jugend verbrachten. Neben der Kernstadt hat Steinau an der Straße noch weitere 11 Stadtteile.

## Geografie

### Ortslage
Steinau liegt eingebettet im Kinzigtal an der Kinzig zwischen dem Spessart im Süden und dem Vogelsberg im Norden auf einer Höhe von 175 m über NHN, etwa 6,5 km südwestlich von Schlüchtern. Am Ort führten mehrere überregionale Straßen vorbei bzw. führten durch den Ort.

„Die Kinzigstraße verband West-, Mittel- und Ostdeutschland, die Alte Weinstraße führte vom Spessart hinauf in den Vogelsberg. Auf dem Eselsweg zogen Krieger und Kaufleute, kaiserliche Kuriere, Bischöfe, Grafen und Ritter ebenso wie arme Bauern. Berühmt wurde er durch die Orber Salkarawanen, die mit ihren mit schweren Salsäcken beladenen Eseln entlang zogen und diesem Weg seinen noch heute geläufigen Namen gaben.“

### Geologie
Die Lage zwischen dem Spessart und dessen Sandsteinformationen und dem vulkanisch geprägten Vogelsberg mit seinen fruchtbaren Verwitterungsböden teilt die Gemarkung von Steinau: Im Süden wird diese von Wäldern und im Norden von Landwirtschaft geprägt.
Nördlich der Innenstadt befindet sich eine der beiden Tropfsteinhöhlen Hessens, die Teufelshöhle. Die etwa 2,5 Millionen Jahre alte Höhle wurde seit 1905 erschlossen. Durch ihren großen Karsthohlraum im unteren Muschelkalk stellt sie ein bedeutendes geologisches Naturdenkmal dar.

### Nachbargemeinden
Die Stadt grenzt im Norden an die Gemeinde Freiensteinau (Vogelsbergkreis), die Gemeinden Neuhof und Flieden (beide Landkreis Fulda), im Osten an die Stadt Schlüchtern, im Süden an das gemeindefreie Gebiet Gutsbezirk Spessart, das den Stadtteil Marjoß umschließt sowie im Westen an die Stadt Bad Soden-Salmünster und die Gemeinde Birstein.
| Gemeinde Birstein          | Gemeinde Freiensteinau                      | Stadt Schlüchtern |
| Stadt Bad Soden-Salmünster | Kompassrose, die auf Nachbargemeinden zeigt | Stadt Schlüchtern |
|                            | gemeindefreie Gebiet Gutsbezirk Spessart    |                   |

### Stadtgliederung
Es existieren die Stadtteile Bellings, Hintersteinau, Marborn, Marjoß, Neustall, Sarrod, Rabenstein, Rebsdorf, Seidenroth, der Kernstadt Steinau, Uerzell (mit der Siedlung Klesberg) und Ulmbach.

### Grenzverlauf
Das einzige hessische Regierungsbezirksdreieck der Regierungsbezirke Darmstadt, Gießen und Kassel befindet sich im Norden von Hintersteinau. Die Grenze verläuft direkt am dortigen Flurgebiet „Schabelenzwiese“ und grenzt an das Freiensteinauer, in der Gemarkung von Weidenau befindliche Flurgebiet „In den Hecken“ und das Neuhöfer Ortsteils Kauppen mit dem Namen „Schrämmswiesen“.

## Geschichte
Historische Namensformen
In erhaltenen Urkunden wurde die Stadt unter den folgenden Namen erwähnt (in Klammern das Jahr der Erwähnung): Steina (1290), Steinahe (1304), Steyna an der strasze gegin Fulde (1339), Stena (1361) und Steinau (1364).

### Mittelalter

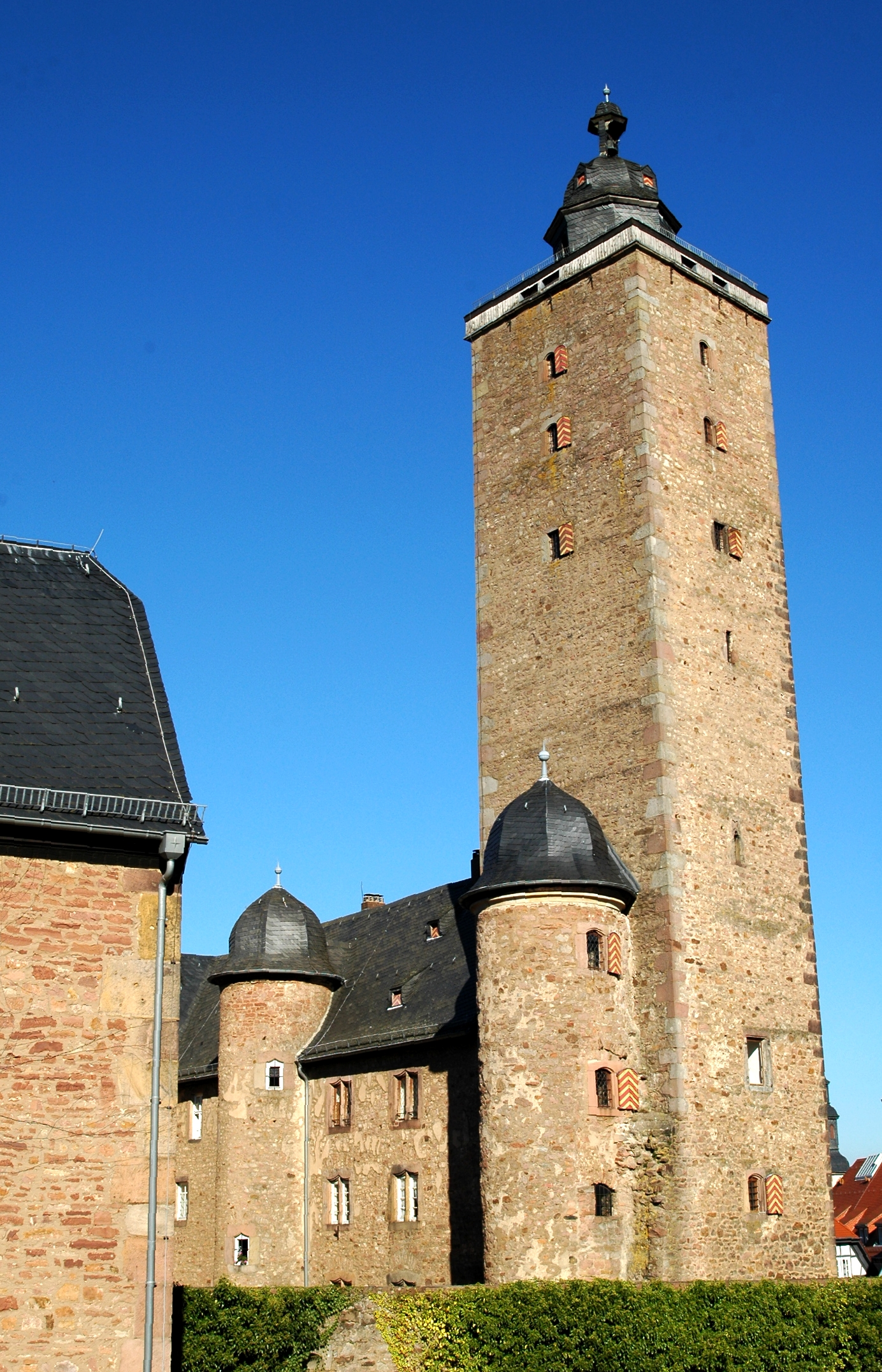
Die Burg mit ihrem mächtigen Bergfried beherrscht das Stadtbild

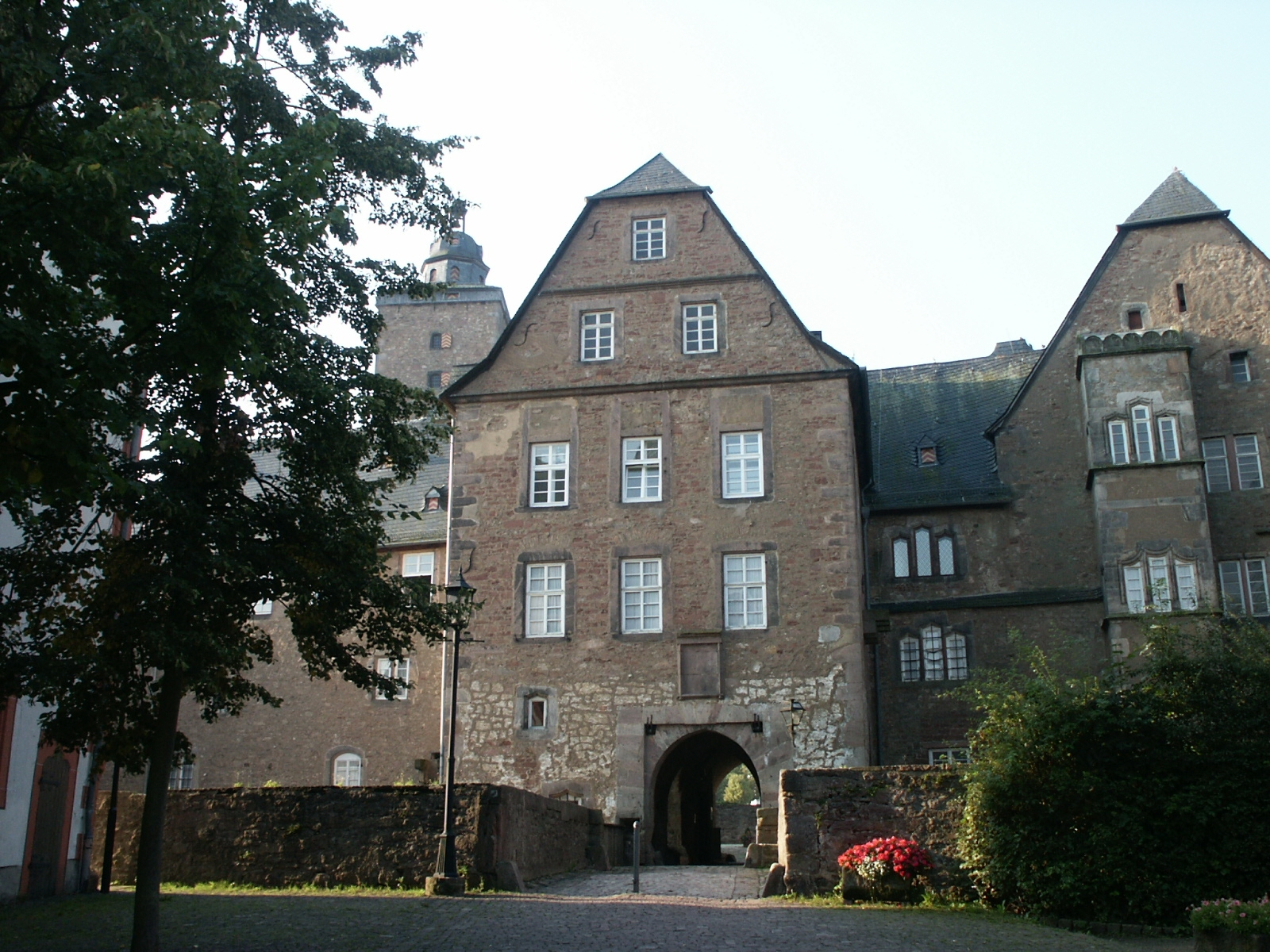
Schloss Steinau, Hauptzugang

Märchenhaft bemaltes Haus

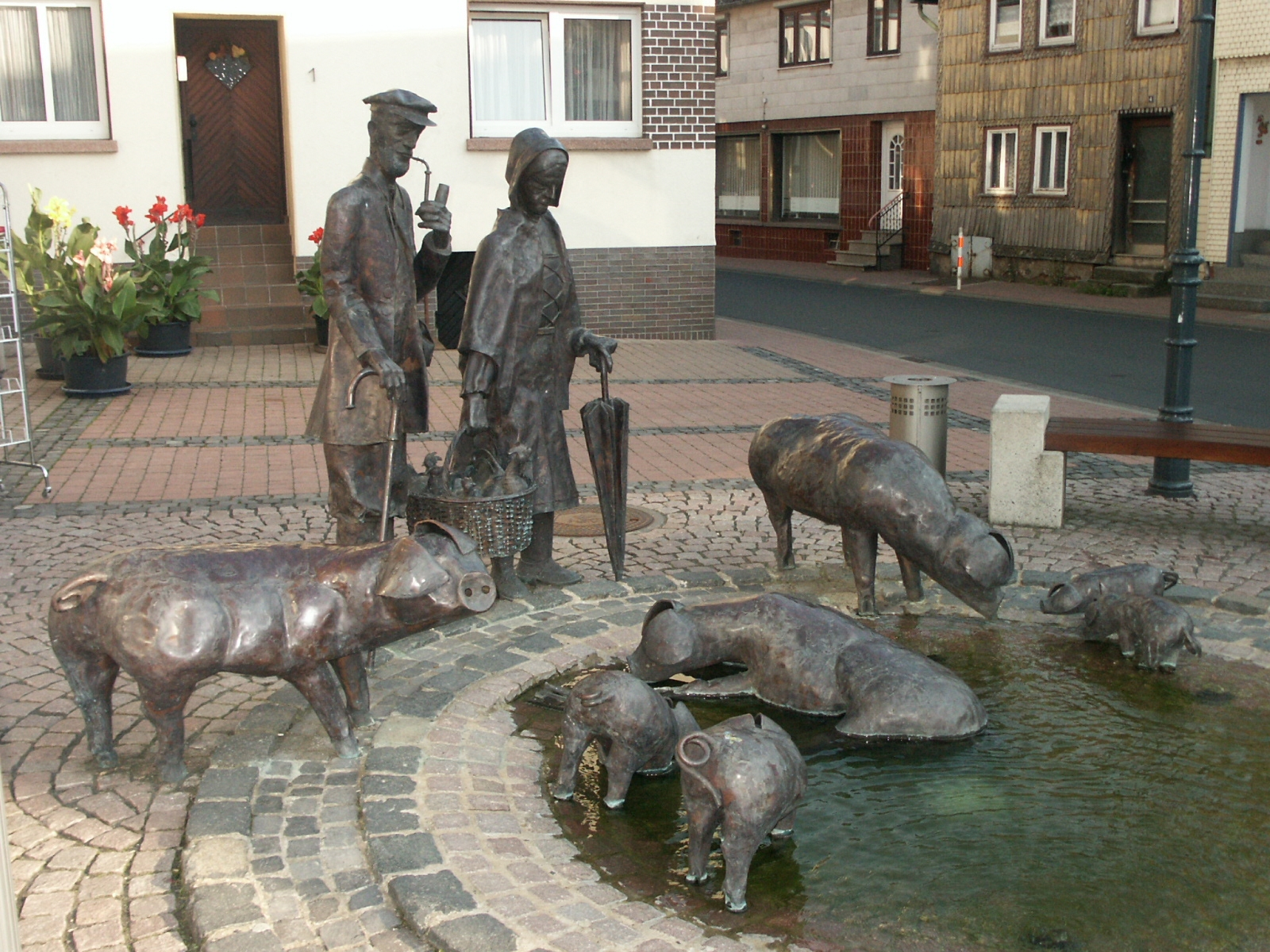
Schweinebrunnen

Steinau war vom Mittelalter bis in die Frühen Neuzeit eine wichtige Station an der Via Regia, der alten Handelsstraße zwischen den Messeplätzen Frankfurt am Main und Leipzig.
Es gehörte ursprünglich zur Grafschaft Rieneck. Die Auseinandersetzung zwischen den Mainzer Erzbischöfen und den Grafen von Rieneck in der zweiten Hälfte des 13. Jahrhunderts um die Macht im westlichen Spessart endete 1271 mit einem Sieg des Mainzer Erzbischofs Werner von Eppstein. Teil des Friedensschlusses war, dass Gräfin Elisabeth von Rieneck, mit reicher Aussteuer, zu der unter anderem Steinau an der Straße gehörte, mit Ulrich I., von Hanau, einem Verbündeten des Mainzer Erzbischofs, verheiratet wurde. So kam Steinau an die damalige Herrschaft und spätere Grafschaft Hanau. Ulrich I. sorgte dann dafür, dass Steinau am 4. Juli 1290 – als zweite Stadt seiner Herrschaft, nach der Residenz Windecken und noch vor Hanau – Stadtrecht, und zwar das von Gelnhausen erhielt. 1339 beanspruchte das Erzstift Mainz die Stadt als verfallenes Lehen, konnte sich aber nicht durchsetzen. Zu einem unbekannten Zeitpunkt wurde Steinau dem Kloster Fulda als Lehen aufgetragen; der älteste erhaltene Lehenbrief über Burg und Stadt Steinau stammt aus dem Jahr 1442.
Die Stadt Steinau war Hauptort des gleichnamigen Amtes Steinau der Herrschaft und Grafschaft Hanau. Nachdem es 1458 zur Teilung der Grafschaft Hanau gekommen war, gehörte Steinau zur Grafschaft Hanau-Münzenberg und war der Hauptort von deren „Obergrafschaft“.
Mit der Burg Steinau, von der der quadratische Stumpf des Bergfrieds aus dem 13. Jahrhundert erhalten ist, errichteten die Herren von Hanau eine Befestigung, die der Sicherung des Geleits auf der Via Regia diente. Die Burg wurde zum Schloss Steinau ausgebaut, das später oft als Witwensitz Hanauer Gräfinnen diente. Philipp Wilhelm Grimm, Vater der Brüder Grimm, war hier im 18. Jahrhundert Amtmann, also Verwaltungsleiter des Amtes Steinau und hatte seinen Wohn- und Dienstsitz im Amtshaus, heute ein Museum.
1319 wurde die Filialkirche in Steinau durch den Abt des Klosters Fulda dem Kollegiatstift von Salmünster übergeben, 1324 wurde ein Gemeindepfarrer in Steinau erwähnt.

### Weinbau
Bis ins Spätmittelalter lässt sich die Geschichte des Weinbaus im Ort zurückverfolgen: „1316 hatte Abt Peter vom Main vom Säkularstift Peter und Paul in Salmünster seinen Weinzehnten von der Stadt Steinau eingefordert. Der belief sich damals auf drei Ohm (etwa 450 Liter)“. Wahrscheinlich reicht die Weinbautradition noch viel weiter zurück. Sie endete Mitte des 19. Jahrhunderts.
2012 wurde bekannt, dass in der Gemarkung „An der Kehl“ einzelne Stämmchen gefunden wurden, die aus der Zeit von 1821 bis 1846 stammen, der letzten Periode des Steinauer Weinbaues. Sie haben, anders als die Weinstöcke in Gelnhausen, den Angriff der Reblaus und alle zwischenzeitlich erfolgten Wetteränderungen überdauert. Nun wurden diese historischen, widerstandsfähigen Reben vom Landrat des Main-Kinzig-Kreises zum Naturdenkmal erklärt (April 2019). Die lokale Weinbruderschaft ad via regia a.d.1670 sorgte, gemeinsam mit dem Geschichtsverein Steinau für die Dokumentation des einzigartigen Fundes. Aus ihm könnte eine neue Steinauer Weinbautradition erwachsen. In den nördlichen Gemarkungen von Steinau (am Hundsrückberg und am Weinberg) „sind noch Reste alter Terrassengärten“ zu finden. Hier liegt auch das Naturschutzgebiet Weinberg bei Steinau.
Die Weinbruderschaft hat die alte Weinbautradition wieder aufgenommen und pflegt sie fort. Ein neu angelegter Weinberg, der Steinauer Katharinengarten, beherbergt über die gefundenen Riesling-Reben hinaus, noch je 260 Reben der weißen Neuzüchtung Phönix und der teilresistenten roten Sorte Regent. Auf einer 1000 m² großen Fläche darf die Weinbruderschaft laut Genehmigung des Weinbauamtes Eltville beim Regierungspräsidium Darmstadt Wein anbauen.

### Neuzeit
Die Grafschaft Hanau-Münzenberg schloss sich in der Reformation zunächst der lutherischen Konfession an, ab 1597 war sie reformiert.
Für Steinau sind mehrere Hexenprozesse belegt: Bei Verfahren in den Jahren 1592, 1594, 1602 und 1612 endeten die Angeklagten auf dem Scheiterhaufen, spätere Verfahren schlossen mit Landesverweis oder Turmstrafen ab.
Mit dem Tod des letzten Hanauer Grafen, Johann Reinhard III., 1736, fiel Steinau – zusammen mit der ganzen Grafschaft Hanau-Münzenberg – an die Landgrafschaft Hessen-Kassel, aus der 1803 das Kurfürstentum Hessen hervorging. Während der napoleonischen Zeit stand Steinau ab 1806 unter französischer Militärverwaltung, gehörte 1807–1810 zum Fürstentum Hanau und dann von 1810 bis 1813 zum Großherzogtum Frankfurt, Departement Hanau. Anschließend fiel es wieder an das Kurfürstentum Hessen zurück. Dort wurde die Stadt mit der Verwaltungsreform des Kurfürstentums Hessen von 1821, im Rahmen derer Kurhessen in vier Provinzen und 22 Kreise eingeteilt wurde, dem neu gebildeten Landkreis Schlüchtern zugeschlagen. 1866 wurde Kurhessen – und damit auch Steinau – nach dem Preußisch-Österreichischen Krieg von Preußen annektiert, das es seiner Provinz Hessen-Nassau zuordnete.
Nach dem Zweiten Weltkrieg lag Steinau in der amerikanischen Besatzungszone.
Es wurde Bestandteil des Landes Hessen und mit der Gebietsreform von 1974 Bestandteil des Main-Kinzig-Kreises.
Am 1. Januar 1978 wurde die Gemeinde amtlich in Steinau an der Straße umbenannt.

### Eingemeindungen
Im Zuge der Gebietsreform in Hessen wurden Bellings, Marborn und Seidenroth zum 1. Dezember 1969, Marjoß am 31. Dezember 1971 auf freiwilliger Basis, sowie Hintersteinau, Neustall und Ulmbach kraft Landesgesetz am 1. Juli 1974 als Stadtteile eingemeindet.
Für die Stadtteile von Steinau wurden Ortsbezirke mit Ortsbeirat und Ortsvorsteher eingerichtet.

### Verwaltungsgeschichte im Überblick
Die folgende Liste zeigt die Staaten und Verwaltungseinheiten, denen Steinau angehört(e):
- vor 1458: Heiliges Römisches Reich, Grafschaft Hanau
- ab 1458: Heiliges Römisches Reich, Grafschaft Hanau-Münzenberg, Amt Steinau
- ab 1642: Heiliges Römisches Reich, Grafschaft Hanau-Lichtenberg, Amt Steinau
- ab 1736: Heiliges Römisches Reich, Landgrafschaft Hessen-Kassel, Amt Steinau
- ab 1803: Heiliges Römisches Reich, Landgrafschaft Hessen-Kassel, Fürstentum Hanau,[Anm. 3] Amt Steinau
- 1806–1810: Kaiserreich Frankreich,[Anm. 4] Fürstentum Hanau, Amt Steinau (Militärverwaltung)
- 1810–1813: Großherzogtum Frankfurt, Departement Hanau, Distrikt Steinau
- ab 1816: Kurfürstentum Hessen,[Anm. 5] Fürstentum Hanau, Amt Steinau[17]
- ab 1821/22: Kurfürstentum Hessen, Provinz Hanau, Kreis Schlüchtern[18][Anm. 6]
- ab 1848: Kurfürstentum Hessen, Bezirk Hanau
- ab 1851: Kurfürstentum Hessen, Provinz Hanau, Kreis Schlüchtern
- ab 1867: Königreich Preußen,[Anm. 7] Provinz Hessen-Nassau, Regierungsbezirk Kassel, Kreis Schlüchtern
- ab 1871: Deutsches Reich, Königreich Preußen, Provinz Hessen-Nassau, Regierungsbezirk Kassel, Kreis Schlüchtern
- ab 1918: Deutsches Reich, Freistaat Preußen, Provinz Hessen-Nassau, Regierungsbezirk Kassel, Kreis Schlüchtern
- ab 1944: Deutsches Reich, Freistaat Preußen, Provinz Nassau, Landkreis Schlüchtern
- ab 1945: Deutsches Reich, Amerikanische Besatzungszone,[Anm. 8] Groß-Hessen, Regierungsbezirk Wiesbaden, Landkreis Schlüchtern
- ab 1946: Deutsches Reich, Amerikanische Besatzungszone, Hessen, Regierungsbezirk Wiesbaden, Landkreis Schlüchtern
- ab 1949: Bundesrepublik Deutschland, Hessen, Regierungsbezirk Wiesbaden, Landkreis Schlüchtern
- ab 1968: Bundesrepublik Deutschland, Hessen, Regierungsbezirk Darmstadt, Landkreis Schlüchtern
- ab 1974: Bundesrepublik Deutschland, Hessen, Regierungsbezirk Darmstadt, Main-Kinzig-Kreis

### Postverkehr
Nach Einrichtung eines Oberpostamtes in Frankfurt durch das Haus Thurn und Taxis legte im Jahr 1616 der Postmeister Johann von den Birghden einen festen Postkurs auf der Strecke Frankfurt – Leipzig fest. Steinau lag an der Strecke. Es hatte, so wie das westlich liegende Salmünster und das östliche Schlüchtern eine Posthalterei.
Schon um 1660 kam mit der Fürstlich Hessischen Post eine Konkurrenz-Linie auf der gleichen Route hinzu. In der Napoleonischen Zeit (1806–1813) wurden beide Linien zu einer einzigen vereint, die ab dem 2. Dezember 1813 wieder in der Regie von Thurn und Taxis lief. „Schon lange vor Errichtung einer Briefsammelstelle durch die Thurn und Taxische Lehenspost, im Jahr 1825, befand sich in Steinau eine private Postannahmestelle – Briefkollektion – in der örtlichen Apotheke. Die Briefsammelstelle wurde 1839 zur Postexpedition erhoben“. Mit der Aufnahme des viel günstigeren und leistungsfähigeren Bahnbetriebs auf der Linie Hanau – Fulda (1868) kam das rasche Ende des Fahr- und des Reisepostverkehrs. „Die letzte Postkutsche fuhr 1925 in der heutigen Grimm-Stadt, die über ein kaiserliches Postamt verfügte“.

### Wirtschaftsgeschichte
An von der Kinzig abgeleiteten Betriebsgräben bestanden eine Hopfenmühle, eine Walkmühle, die so genannte Herrenmühle, eine Sägemühle und die Neumühle, eine Mahl- und Sägemühle. Bis ca. 1930 war ein Basaltbruch im Ohl, nördlich der Abfahrt Schlüchtern-Süd der A 66 in Betrieb. Der Turm des angegliederten Schotterwerks, der den Basaltbrecher beherbergte, ist noch heute gut von der Autobahn aus zu erkennen (50° 19′ 47,6″ N, 9° 28′ 37,16″ O).

## Bevölkerung

### Einwohnerstruktur 2011
Nach den Erhebungen des Zensus 2011 lebten am Stichtag dem 9. Mai 2011 10.653 Einwohner in der Gemeinde. Darunter waren 458 (4,3 %) Ausländer, von denen 172 aus dem EU-Ausland, 200 aus anderen europäischen Ländern und 81 aus anderen Staaten kamen. Von den deutschen Einwohnern hatten 16,4 % einen Migrationshintergrund.
Nach dem Lebensalter waren 1824 Einwohner unter 18 Jahren, 4344 waren zwischen 18 und 49, 2175 zwischen 50 und 64 und 2223 Einwohner waren älter.
Die Einwohner lebten in 4368 Haushalten. Davon waren 4368 Singlehaushalte, 1200 Paare ohne Kinder und 1425 Paare mit Kindern, sowie 402 Alleinerziehende und 90 Wohngemeinschaften. In 936 Haushalten lebten ausschließlich Senioren, in 2775 Haushaltungen leben keine Senioren.

### Einwohnerentwicklung
Quelle: Historisches Ortslexikon
- 1587: 0065 Schützen, 49 Spießmänner, 15 Schlachtschwerter, 9 Zimmermänner (dazu 17 Schützen und 32 Federspießer in Niederdorf)
- 1633: 0245 Haushaltungen und 15 Gefreite
- 1753: 262 Haushaltungen mit 1289 Personen
- 1812: 237 Feuerstellen, 1453 Seelen

| Steinau an der Straße: Einwohnerzahlen von 1812 bis 2020 | Steinau an der Straße: Einwohnerzahlen von 1812 bis 2020 | Steinau an der Straße: Einwohnerzahlen von 1812 bis 2020 | Steinau an der Straße: Einwohnerzahlen von 1812 bis 2020 | Steinau an der Straße: Einwohnerzahlen von 1812 bis 2020 |
| --- | -------------------------------------------------------- | -------------------------------------------------------- | -------------------------------------------------------- | -------------------------------------------------------- |
| Jahr |                                                          |                                                          |                                                          | Einwohner                                                |
| 1812 | 1812                                                     |                                                          | 1.453                                                    | 1.453                                                    |
| 1821 | 1821                                                     |                                                          | 1.454                                                    | 1.454                                                    |
| 1834 | 1834                                                     |                                                          | 2.462                                                    | 2.462                                                    |
| 1840 | 1840                                                     |                                                          | 2.529                                                    | 2.529                                                    |
| 1846 | 1846                                                     |                                                          | 2.589                                                    | 2.589                                                    |
| 1852 | 1852                                                     |                                                          | 2.398                                                    | 2.398                                                    |
| 1858 | 1858                                                     |                                                          | 2.205                                                    | 2.205                                                    |
| 1864 | 1864                                                     |                                                          | 2.205                                                    | 2.205                                                    |
| 1871 | 1871                                                     |                                                          | 2.241                                                    | 2.241                                                    |
| 1875 | 1875                                                     |                                                          | 2.179                                                    | 2.179                                                    |
| 1885 | 1885                                                     |                                                          | 2.208                                                    | 2.208                                                    |
| 1895 | 1895                                                     |                                                          | 2.128                                                    | 2.128                                                    |
| 1905 | 1905                                                     |                                                          | 2.225                                                    | 2.225                                                    |
| 1910 | 1910                                                     |                                                          | 2.281                                                    | 2.281                                                    |
| 1925 | 1925                                                     |                                                          | 2.243                                                    | 2.243                                                    |
| 1939 | 1939                                                     |                                                          | 2.628                                                    | 2.628                                                    |
| 1946 | 1946                                                     |                                                          | 3.762                                                    | 3.762                                                    |
| 1950 | 1950                                                     |                                                          | 3.968                                                    | 3.968                                                    |
| 1956 | 1956                                                     |                                                          | 3.879                                                    | 3.879                                                    |
| 1961 | 1961                                                     |                                                          | 4.078                                                    | 4.078                                                    |
| 1967 | 1967                                                     |                                                          | 4.707                                                    | 4.707                                                    |
| 1970 | 1970                                                     |                                                          | 6.095                                                    | 6.095                                                    |
| 1973 | 1973                                                     |                                                          | 10.448                                                   | 10.448                                                   |
| 1975 | 1975                                                     |                                                          | 10.364                                                   | 10.364                                                   |
| 1980 | 1980                                                     |                                                          | 10.445                                                   | 10.445                                                   |
| 1985 | 1985                                                     |                                                          | 10.373                                                   | 10.373                                                   |
| 1990 | 1990                                                     |                                                          | 10.631                                                   | 10.631                                                   |
| 1995 | 1995                                                     |                                                          | 11.161                                                   | 11.161                                                   |
| 2000 | 2000                                                     |                                                          | 11.183                                                   | 11.183                                                   |
| 2005 | 2005                                                     |                                                          | 11.153                                                   | 11.153                                                   |
| 2010 | 2010                                                     |                                                          | 10.723                                                   | 10.723                                                   |
| 2011 | 2011                                                     |                                                          | 10.563                                                   | 10.563                                                   |
| 2015 | 2015                                                     |                                                          | 10.373                                                   | 10.373                                                   |
| 2020 | 2020                                                     |                                                          | 10.419                                                   | 10.419                                                   |
| Datenquelle: Historisches Gemeindeverzeichnis für Hessen: Die Bevölkerung der Gemeinden 1834 bis 1967. Wiesbaden: Hessisches Statistisches Landesamt, 1968. Weitere Quellen: LAGIS; Hessisches Statistisches Informationssystem; Zensus 2011 Ab 1970 einschließlich der im Zuge der Gebietsreform in Hessen eingegliederten Orte. |                                                          |                                                          |                                                          |                                                          |

Anmerkungen
- 1821: Thomas Klein: Grundriß zur deutschen Verwaltungsgeschichte 1815–1845. Reihe A: Preußen. Band 11: Hessen-Nassau einschließlich Vorgängerstaaten. Marburg 1979, S. 115.
- 1961: 4078; mit den Orten Bellings, Marborn und Seidenroth: 5462 Einwohner
- 1970: Zahl nach der Eingemeindung von Bellings, Marborn und Seidenroth am 1. Dezember 1969

### Historische Religionszugehörigkeit
| • 1885: | 2094 evangelische (= 95,66 %), 90 katholische (= 4,11 %), ein anderes christliche-konfessioneller (= 0,05 %), vier jüdische (= 0,18 %) Einwohner |
| • 1961: | 3236 evangelische (= 79,35 %), 764 katholische (= 18,73 %) Einwohner                                                                             |
| • 1987: | 5318 evangelische (= 51,95 %), 4133 katholische (= 40,38 %), 785 sonstige (= 7,67 %) Einwohner                                                   |
| • 2011: | 4750 evangelische (= 44,97 %), 4020 katholische (= 38,06 %), 1800 sonstige (= 17,04 %) Einwohner                                                 |

## Politik

### Stadtverordnetenversammlung
Die örtliche Stadtverordnetenversammlung besteht seit 2016 aus 31 Mitgliedern.
Die Kommunalwahl am 14. März 2021 erbrachte folgendes Ergebnis, in Vergleich gesetzt zu früheren Kommunalwahlen:

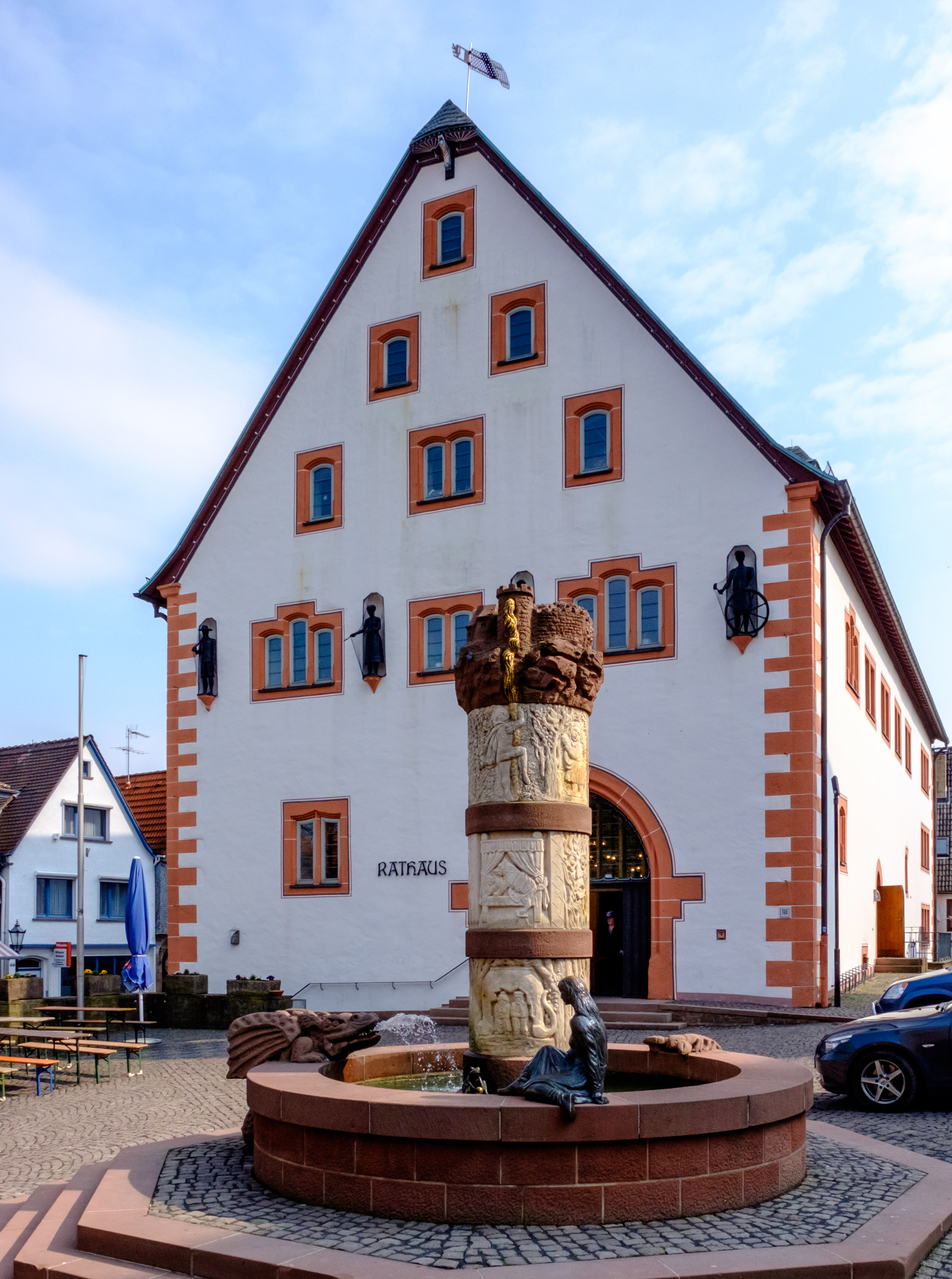
Rathaus mit Märchenbrunnen

| Sitzverteilung in der Stadtverordnetenversammlung 2021Insgesamt 31 Sitze - SPD: 7 - UBL: 5 - BGM: 10 - WFS: 9 | Parteien und Wählergemeinschaften | Parteien und Wählergemeinschaften           | % 2021 | Sitze 2021 | % 2016 | Sitze 2016 | % 2011 | Sitze 2011 | % 2006 | Sitze 2006 | % 2001 | Sitze 2001 |
| Sitzverteilung in der Stadtverordnetenversammlung 2021Insgesamt 31 Sitze - SPD: 7 - UBL: 5 - BGM: 10 - WFS: 9 | SPD                               | Sozialdemokratische Partei Deutschlands     | 23,6   | 7          | 36,3   | 11         | 44,2   | 15         | 38,8   | 13         | 41,2   | 15         |
| Sitzverteilung in der Stadtverordnetenversammlung 2021Insgesamt 31 Sitze - SPD: 7 - UBL: 5 - BGM: 10 - WFS: 9 | UBL                               | Unabhängige Bürgerliste                     | 17,2   | 5          | 21,9   | 7          | 10,7   | 3          | 10,9   | 4          | 15,5   | 6          |
| Sitzverteilung in der Stadtverordnetenversammlung 2021Insgesamt 31 Sitze - SPD: 7 - UBL: 5 - BGM: 10 - WFS: 9 | BGM                               | Bürger gestalten mit                        | 31,7   | 10         | 41,8   | 13         | –      | –          | –      | –          | –      | –          |
| Sitzverteilung in der Stadtverordnetenversammlung 2021Insgesamt 31 Sitze - SPD: 7 - UBL: 5 - BGM: 10 - WFS: 9 | WFS                               | Wir Für Steinau                             | 27,4   | 9          | –      | –          | –      | –          | –      | –          | –      | –          |
| Sitzverteilung in der Stadtverordnetenversammlung 2021Insgesamt 31 Sitze - SPD: 7 - UBL: 5 - BGM: 10 - WFS: 9 | CDU                               | Christlich Demokratische Union Deutschlands | –      | –          | –      | –          | 40,3   | 13         | 42,7   | 14         | 43,4   | 16         |
| Sitzverteilung in der Stadtverordnetenversammlung 2021Insgesamt 31 Sitze - SPD: 7 - UBL: 5 - BGM: 10 - WFS: 9 | Linke                             | Die Linke                                   | –      | –          | –      | –          | 3,1    | 1          | –      | –          | –      | –          |
| Sitzverteilung in der Stadtverordnetenversammlung 2021Insgesamt 31 Sitze - SPD: 7 - UBL: 5 - BGM: 10 - WFS: 9 | FDP                               | Freie Demokratische Partei                  | –      | –          | –      | –          | 1,7    | 1          | 7,5    | 2          | –      | –          |
| Sitzverteilung in der Stadtverordnetenversammlung 2021Insgesamt 31 Sitze - SPD: 7 - UBL: 5 - BGM: 10 - WFS: 9 | gesamt                            | gesamt                                      | 100    | 31         | 100    | 31         | 100    | 33         | 100    | 33         | 100    | 37         |
| Sitzverteilung in der Stadtverordnetenversammlung 2021Insgesamt 31 Sitze - SPD: 7 - UBL: 5 - BGM: 10 - WFS: 9 | Wahlbeteiligung in %              | Wahlbeteiligung in %                        | 49,8   | 49,8       | 52,3   | 52,3       | 49,7   | 49,7       | 49,7   | 49,7       | 60,4   | 60,4       |

### Bürgermeister
Nach der hessischen Kommunalverfassung wird der Bürgermeister für eine sechsjährige Amtszeit gewählt, seit dem Jahr 1993 in einer Direktwahl, und ist Vorsitzender des Magistrats, dem in der Stadt Steinau neben dem Bürgermeister ehrenamtlich ein Erster Stadtrat und fünf weitere Stadträte angehören. Bürgermeister ist seit dem 1. Februar 2021 der parteiunabhängige Christian Zimmermann. Die Amtszeit seines Amtsvorgängers Malte Jörg Uffeln, der nach einer Amtszeit nicht wieder kandidiert hatte, endete am 31. Juli 2020, obwohl in Hessen die Direktwahlen pandemiebedingt verschobenen worden waren. Aber die Stadtverordneten lehnten eine Weiterführung der Amtsgeschäfte ab und so übernahm der Erste Stadtrat Arnold Lifka die Stadtverwaltung kommissarisch. Christian Zimmermann wurde am 15. November 2020 in einer Stichwahl bei 54,17 Prozent Wahlbeteiligung mit 56,82 Prozent der Stimmen gewählt.
Amtszeiten der Bürgermeister
- 2021–2027 Christian Zimmermann[35]
- 2014–2020 Malte Jörg Uffeln[36]
- 2002–2014 Walter Strauch (SPD)
- 1990–2002 Hans-Joachim Knobeloch (SPD)[40]
- 1984–1990 Joachim Renz (CDU)[41]
- 1956–1984 Heinz Désor (SPD)[42]

### Ortsbeiräte
Für alle Stadtteile und die Kernstadt besteht je ein Ortsbezirk mit Ortsbeirat und Ortsvorsteher nach Maßgabe der §§ 81 und 82 HGO und des Kommunalwahlgesetzes in der jeweils gültigen Fassung. Der Ortsbeirat besteht je nach Einwohnerzahl aus drei bis neuen Mitgliedern.
Deren Wahl erfolgt im Rahmen der Kommunalwahlen. Der Ortsbeirat wählt eines seiner Mitglieder zum Ortsvorsteher bzw. zur Ortsvorsteherin. Zur Zusammensetzung siehe die jeweiligen Stadtteile.

### Ortsbeirat Kernstadt Steinau an der Straße
Der Ortsbeirat besteht aus neuen Mitgliedern. Bei den Kommunalwahlen in Hessen 2021 betrug die Wahlbeteiligung zum Ortsbeirat 46,18 %. Dabei wurden gewählt:
Je drei Mitglieder Liste „Bürger für Steinau“ (BFS) und „Wir für Steinau“ (WFS) zwei Mitglieder der SPD und ein Mitglied der „Unabhängigen Bürgerliste“ (UBL). Der Ortsbeirat wählte Michael Fuchs (WFS) zum Ortsvorsteher.

### Städtepartnerschaften
Städtepartnerschaften bestehen mit folgenden Städten:
- Welsberg-Taisten in Südtirol (Italien), mit Steinau an der Straße, seit 26. November 1988
- Szederkény (Ungarn), mit dem Ortsteil Ulmbach, seit 3. Oktober 1998
- Sarród (Ungarn), mit dem Ortsteil Sarrod, seit 24. Juni 2000
- Naszály (Ungarn), mit dem Ortsteil Hintersteinau, seit 1. Juni 2002

### Wappen und Flagge
Wappen

Blasonierung: „In Blau auf grünem Schildgrund stehend eine weißgekleidete goldhaarige, goldgekrönte und silbernimbierte Frau, links unter der Krone hervortretend ein schalartiges schmales rotes Tuch bis zur Hüfte tragend, in der rechten ausgestreckten offenen Hand ein sechsspeichiges goldenes Wagenrad, in der linken ein silbernes Schwert haltend, die Spitze den Boden berührend, rechts begleitet von einem Schildchen, darin in Gold drei rote Sparren, links von fünf wellenpfahlweise gestellten fünfzackigen goldenen Sternen.“
Das Wappen wurde der Stadt Liebenau zuletzt am 2. Januar 1978 durch den Hessischen Innenminister genehmigt.
In seiner heutigen Form wurde es durch den Bad Nauheimer Heraldiker Heinz Ritt gestaltet.
Das Wappen zeigt die Schutzpatronin der Stadt, die heilige Katharina. Sie gilt als Patronin der Wagner, Müller, Jungfrauen, Mädchen, Studenten, Schüler, Bibliothekare und der Gelehrten, aber auch der Töpfer (Steinau war seit dem Mittelalter ein bedeutender Töpferort). In den Händen hält sie ein Rad und ein Schwert, die Werkzeuge ihres Martyriums. In den meisten Darstellungen der heiligen Katharina ist das Rad zerbrochen, nicht jedoch im Steinauer Wappen. Der kleine Wappenschild ist der der Grafen von Hanau, zu deren Ländereien Steinau lange Zeit gehörte, zeitweilig sogar Sitz der Obergrafschaft und kurzfristig Hanauische Residenz war. Die Bedeutung der fünf Sterne ist unbekannt.
Flagge
Die Flagge wurde der Stadt gemeinsam mit dem Wappen genehmigt und wird wie folgt beschrieben:
Flaggenbeschreibung: „Die Flagge zeigt die Farben Gelb und Rot, im oberen Drittel belegt mit dem Stadtwappen.“

## Wirtschaft und Infrastruktur

### Wirtschaftsstruktur
Steinaus Wirtschaft wird von Betrieben aus den Bereichen Gummi und Kunststoffe, Chemie, Elektrotechnik und Holzverarbeitung sowie Mechanik bestimmt. Auch der Fremdenverkehr ist nicht ohne wirtschaftliche Bedeutung; jährlich werden etwa 10.000 Übernachtungen registriert. Der Stadtteil Ulmbach ist ein staatlich anerkannter Erholungsort.

### Verkehrsanbindung

#### Straße
Die BAB 66 ersetzt in ihrer Funktion heute die mittelalterliche Via Regia als Fernstraßenverbindung durch das Kinzigtal von Frankfurt in Richtung Osten. Die Landesstraße L 3329 stellt die Verbindung über Niederzell nach Schlüchtern, die L 3179 nach Norden in Richtung Freiensteinau, über die L 3196 gelangt man zum Ortsteil Marjoß und über die Deutsche Fachwerkstraße zur Nachbarkommune Bad Soden-Salmünster.

#### Eisenbahn
Die Kinzigtalbahn führt durch Steinau an der Straße. Im Stunden-Takt halten Regional-Express-Züge nach Fulda und Frankfurt am Main. Der nächste behindertengerechte Bahnhof liegt in Wächtersbach, und ab 2022 auch in Schlüchtern.

### Bildung

#### Kindertagesstätten
In Steinau stehen die folgenden Einrichtungen für Kinder zur Verfügung:
- Evangelische Kindertagesstätte Steinaubach, mit 90 Plätzen,
- Evangelische Kindertagesstätte Märchenwald, mit 84 Plätzen,
- Evangelischer Kindergarten Noahs Arche, für Kinder bis zu 6 Jahren, mit 85 Plätzen.

#### Schulen
In Steinau befindet sich die Brüder-Grimm-Schule als Grund-, Haupt- und Realschule. Daneben gibt es noch Zwergschulen in Hintersteinau und Ulmbach (Bilzbergschule). In Hintersteinau werden alle vier Jahrgangsstufen in einer Klasse unterrichtet. Die Grundschule in Uerzell wurde zum Schuljahresbeginn 2012/2013 geschlossen, die Grundschule in Marjoß zum Schuljahresbeginn 2019/2020.
Darüber hinaus ist Steinau an das Ulrich-von-Hutten-Gymnasium in Schlüchtern angebunden. Weitere Gymnasien in der Region sind die Friedrich-August-Genth-Schule (Kooperative Gesamtschule) in Wächtersbach, das Grimmelshausen-Gymnasium in Gelnhausen und die Henry-Harnischfeger-Schule (Integrierte Gesamtschule) in Bad Soden-Salmünster.

### Freiwillige Feuerwehr
Die Freiwillige Feuerwehr Steinau ist 1919 gegründet worden, 1956 folgte die Jugendfeuerwehr Steinau. Seit dem 17. August 2009 gibt es in Steinau auch eine Kinderfeuerwehr. Im gleichen Jahr erfolgte auch die Einweihung eines neuen Feuerwehrhauses.
Heute verfügt die Einsatzabteilung der Freiwilligen Feuerwehr über 61 Kameraden und Kameradinnen, hinzu kommt die Jugendfeuerwehr mit 20 Personen.
Die Einsatz- und Gefahrenschwerpunkte der Feuerwehr Steinau sind:
- Industriegebiet,
- BAB 66 sowie die ehemalige B40,
- Bahnstrecke Frankfurt – Fulda / KBS615,
- Enge Altstadtbebauung mit historisch wertvollem Gebäudebestand,
- GABC.

Überregional, für den Main-Kinzig-Kreis ist Steinau der Ausbildungsstandort für: Grundausbildung, Teilkomponente (Dekon) des GABC-Zuges, WLF und Abrollbehälter.

### Staatliche Einrichtungen
- Stützpunkt der Bundesanstalt Technisches Hilfswerk[53] und der THW-Jugend.

## Kultur und Sehenswürdigkeiten

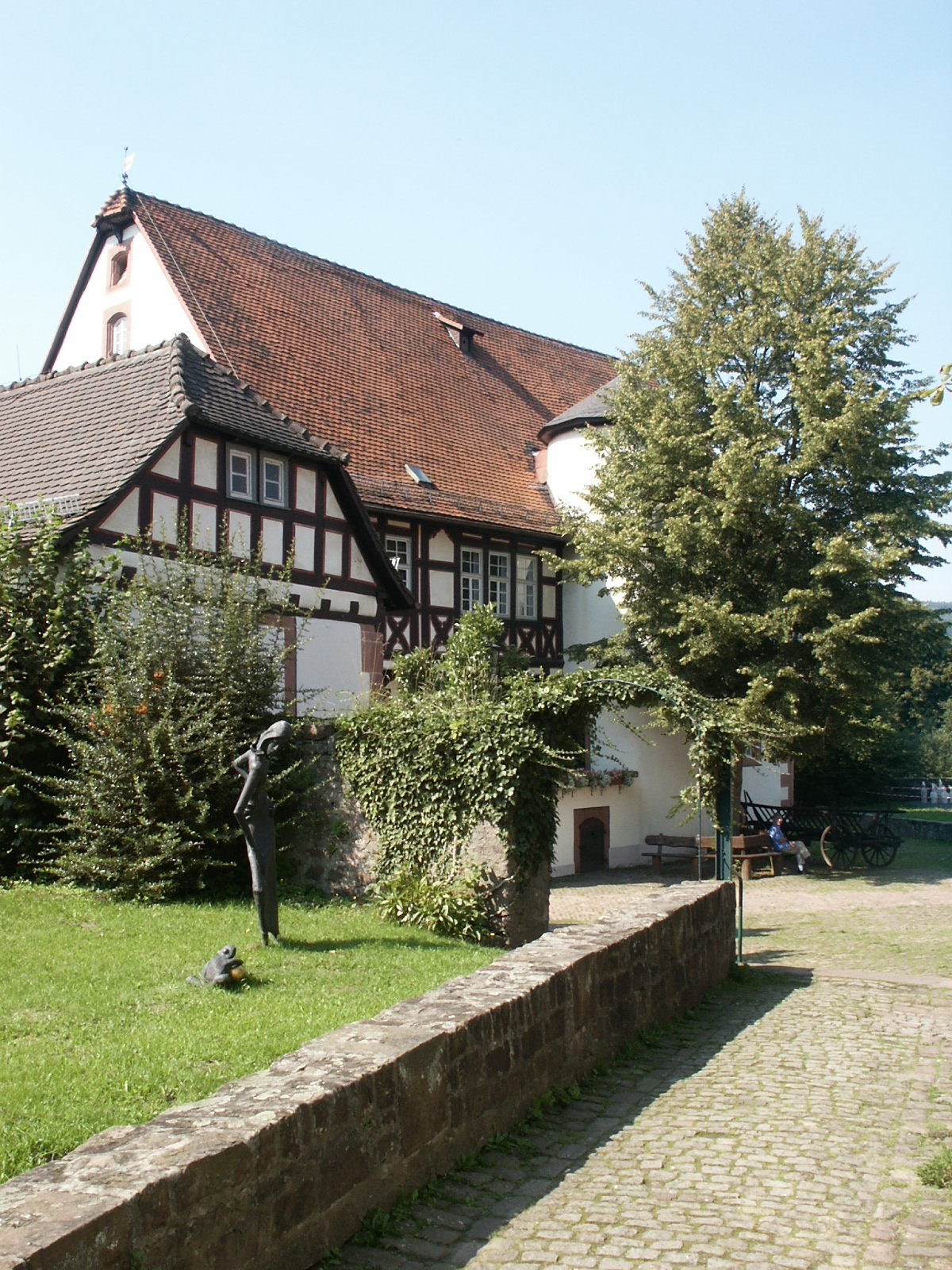
Brüder Grimm-Haus mit Froschkönig-Skulptur

- Steinau liegt an der Deutschen Märchenstraße und an der Deutschen Fachwerkstraße.
- Naturdenkmal historische Rebstöcke.

### Theater
Steinau beherbergte das Marionettentheater Die Holzköppe. Das bereits 1924 als Wanderbühne gegründete Theater, fand 1955 im Steinauer Marstall ein Domizil, in dem es viele Jahrzehnte, bis 2017 ein reichhaltiges Programm anbot. Seit dem Auszug agiert es wieder als Reisetheater in der gesamten Region.
Im historischen Marstall befindet sich heute das Theatrium Steinau, ein lebendiges Kulturzentrum, das Theateraufführungen, Figurenspiel, Musikveranstaltungen, Lesungen und Eigenproduktionen anbietet. Das Theatrium versteht sich als kultureller Treffpunkt im ländlichen Raum und setzt Schwerpunkte auf kulturelle Bildung, demokratische Werte und kreative Vielfalt. Für seine Arbeit wurde das Theatrium Steinau 2023 mit dem Kulturpreis des Main-Kinzig-Kreises ausgezeichnet.

### Museen
- Brüder Grimm-Haus, Gedenkstätte an die Brüder Grimm im ehemaligen Amtshaus, in dem Jacob Grimm und Wilhelm Grimm in ihrer Kindheit von 1791 bis 1796 lebten.
- Museum Steinau (… das Museum an der Straße)
- Das Schloss-Museum
- Geschichtsverein Steinau – Historische Sammlung
- Privatmuseum für historische Gebrauchsgüter

### Bauwerke
- Schloss Steinau geht zurück auf eine mittelalterliche Burg der Grafen von Rieneck.
- Historischer Stadtkern mit zahlreichen Gässchen und vielen gut erhaltenen Fachwerkbauten.
- Stadtmauer mit den Wehrtürmen sowie Reste der ehemaligen Landwehr mit vier Warten (Wanderweg): Marborner Warte und Ohlwarte liegen nördlich der Stadt, Bellinger Warte und Seidenröther Warte (Rekonstruktionsbauten) südlich.
- Amtshaus (erbaut 1562), ehemaliger Verwaltungssitz der hanau-münzenbergischen bzw. hanauischen Amtmänner des Amtes Steinau, heute Brüder-Grimm-Haus Steinau.
- Katharinenkirche, erbaut im 13. Jahrhundert. Bei archäologischen Grabungen im Innern der Kirche wurden Reste älterer Bauten gefunden, die zeitlich noch weiter zurückreichen. Die Kirche diente auch als Grablege für einige Mitglieder der Familie Grimm.
- Marstall von 1557/58 und Viehhof mit Gebäuden aus dem 16. und 18. Jahrhundert. Der Marstall diente ab den 1950er Jahren bis 2017 dem Marionettentheater Die Holzköppe als Domizil. Seit 2017 befindet sich dort das Figurentheater Theatrium. Nach einer grundlegenden Sanierung steht im Erdgeschoss ein 140 Quadratmeter großer Mehrzweckraum mit Sandsteingewölbe und im Obergeschoss Arbeitsplätze für die Stadtverwaltung zur Verfügung[56].
- Reinhardskirche, evangelischer Barockbau von Christian Ludwig Hermann (1725–1731)
- Von-Welsberg-Kapelle (auf dem Friedhof, erbaut 1616)

### Regelmäßige Veranstaltungen
- Jockes-Markt
- Katharinenmarkt[57]. Seit der Verleihung des Marktrechtes durch König Rudolf I. im Jahre 1290 wurde am 25. November, dem Fest der Stadtpatronin Katharina von Alexandria, Markt abgehalten. Er diente „den Steinauern dazu, ihre Vorräte für den Winter aufzufüllen“[58]. Jetzt findet er an dem Wochenende um den 3. Sonntag im Oktober statt.
- Märchen-Sonntag – ein seit dem Jahr 2002 jeweils am ersten Sonntag im August veranstaltetes Märchenfest, bei dem stets ein anderes Märchen der Brüder Grimm im Mittelpunkt steht.[59]
- Steinauer Puppenspieltage ein seit dem Jahr 1993 jährlich stattfindendes Puppenspiel-Festival[60]
- Weihnachtsmarkt
- Kinzigtal total, eine seit dem Jahr 1992 am 2. Septemberwochenende stattfindende Radfahrveranstaltung

## Freizeit- und Sport

### Sportanlagen
- Freibad, mit Planschbecken für kleine und Sprungturm für große Kinder, zwei Wasserrutschen
- Tennisplatz
- zwei Fußballplätze
- drei Reitanlagen
- Angelmöglichkeiten
- Stausee mit Tretbootverleih
- Erlebnispark Steinau an der Straße
- Kletterwald Steinau
- 90-Stufen-Weg oberhalb der Teufelshöhle zum Bergweiher: Naturbelassener kleiner See mit Seerosen, Schilfgras, Libellen und Fröschen
- Durch die Stadt läuft der Hessischen Radfernweg R3 (Rhein-Main-Kinzig-Radweg). Er führt unter dem Motto Auf den Spuren des Spätlesereiters. entlang von Rhein, Main und Kinzig über Fulda nach Tann in der Rhön.

### Wandern

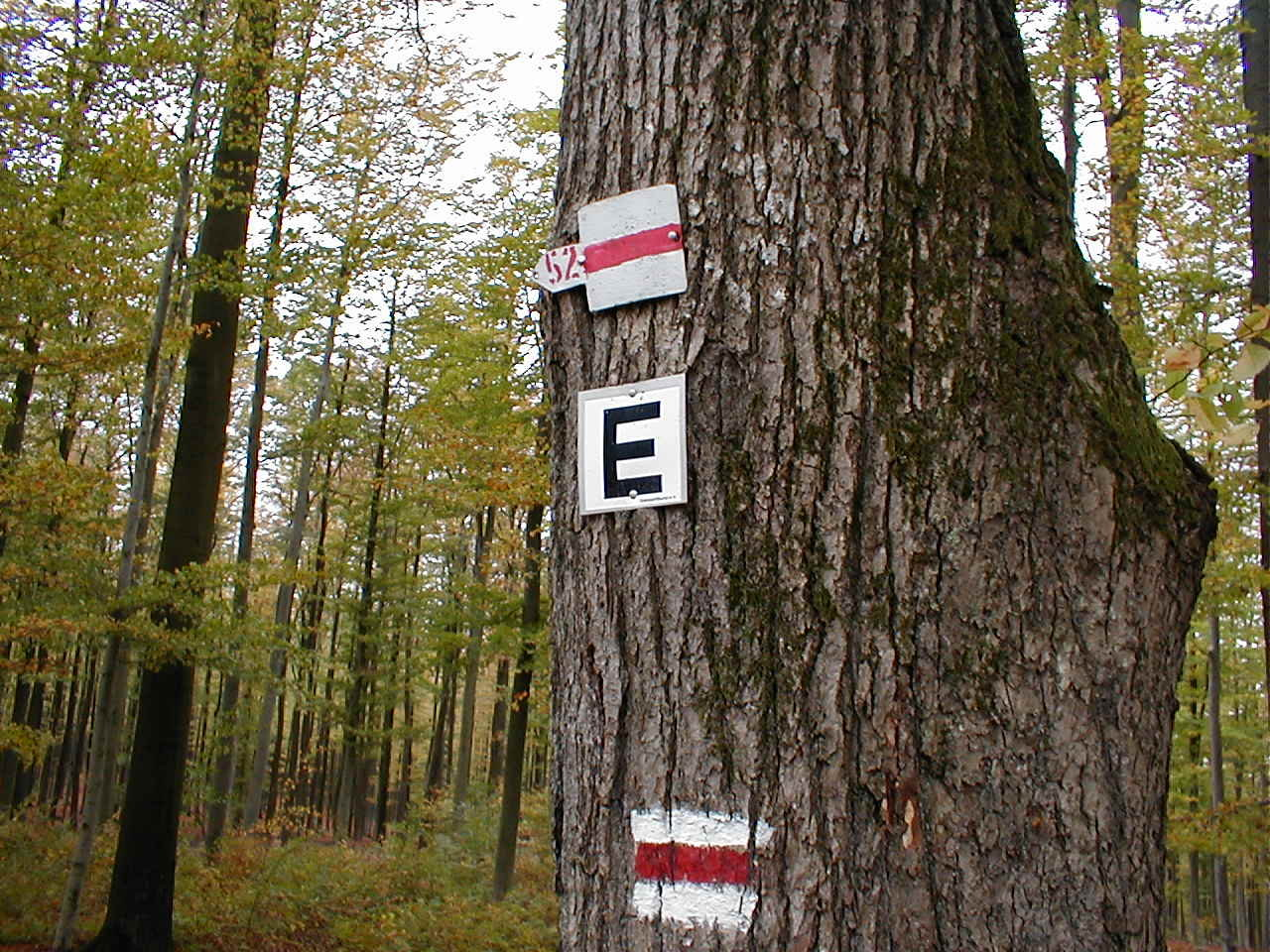
Kennzeichnung des Fernwanderweges Eselsweg

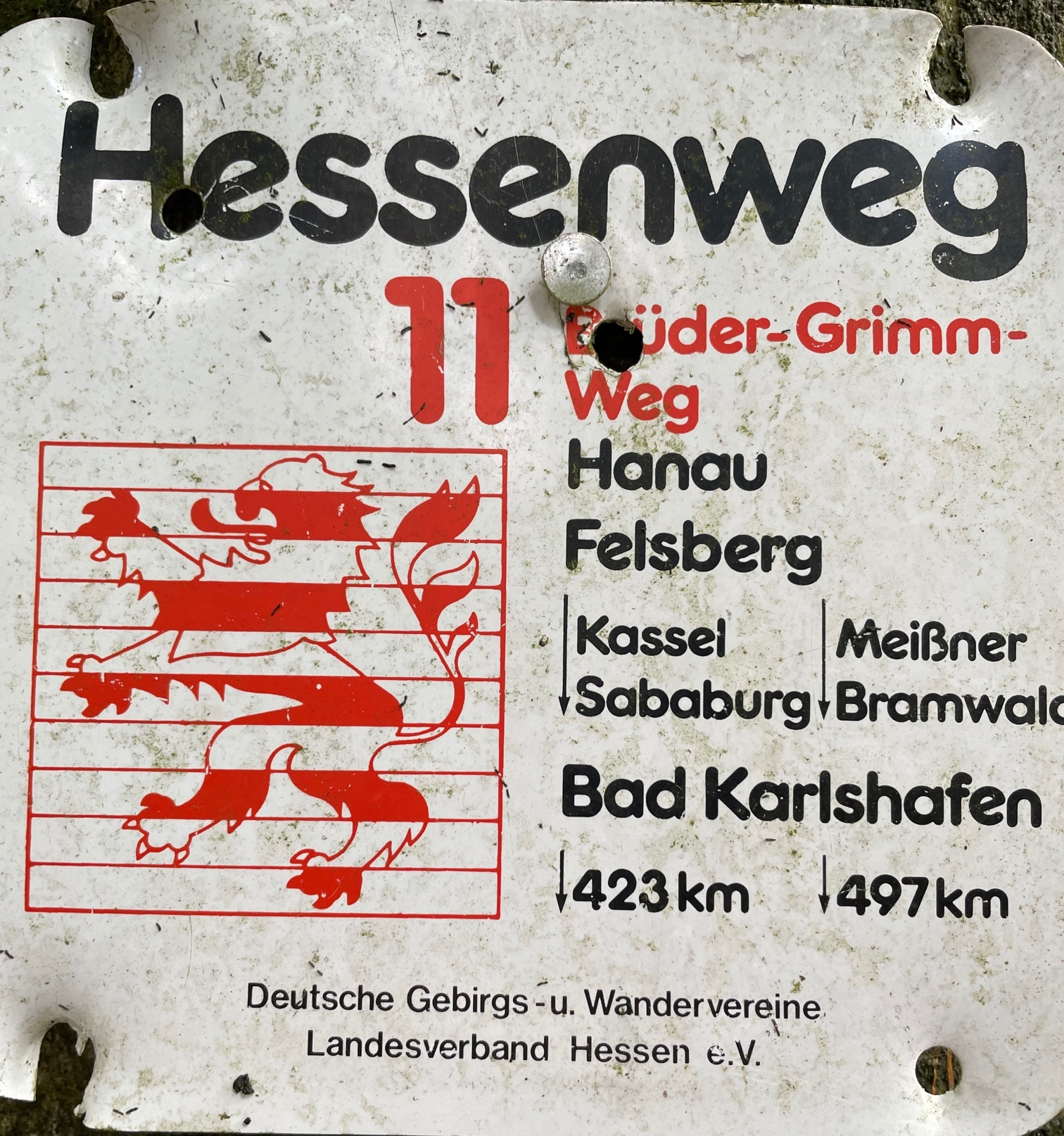
Kennzeichnung des Fernwanderweges Brüder-Grimm-Weg

Eine Fülle kürzerer und längerer Wanderwege beziehen die Sehenswürdigkeiten der Region ein, wie die Teufelshöhle, das Panorama und die Auen des Jossgrundes und Weiteres ein. Auch ein Pilgerweg führt durch Steinau.

#### Eselsweg
Der Eselsweg ist ein Fernwanderweg mit 111 km Länge und etwa 1.700 Höhenmetern. Die Gesamtwanderdauer wird auf 35 Stunden geschätzt und die Schwierigkeit als mittel eingestuft. Der Weg führt von Schlüchtern im Nordosten, quer durch den Spessart bis nach Großheubach am Main im Südwesten. Er liegt fast ausschließlich im dichten Laubwald, stets in einer Höhe von 400 bis 500 Metern und berührt daher kaum Ortschaften.

#### Hessenweg 11
Ein Fernwanderweg mit Bezug zu Steinau an der Straße ist der „Hessenweg 11“, Brüder-Grimm-Weg. Er beginnt in Hanau, der Geburtsstadt der Brüder Grimm. Ein erstes Ziel ist Gelnhausen, ehe er durch den Büdinger Wald Wächtersbach, weiter Bad Soden und schließlich Steinau an der Straße erreicht, den Ort, in dem sie einen Teil ihrer Jugend verbrachten. Der Weg führt in vielen Etappen nach Gensungen. Ab da geht es in zwei Varianten weiter über Sababurg nach Bad Karlshafen (423 km) bzw. zum Hoher Meißner (497 km), das sind Orte, die mit Märchen der Brüder Grimm in Verbindung gebracht werden.

#### Spessartfährte: „Das Steinauer Hochgefühl“
Die Spessartfährten sind 7 bis 16 Kilometer lange Rundwanderwege im Spessart, die sich an den Spessartbogen anlehnen. Eine davon ist die Spessartfährte „Das Steinauer Hochgefühl“. Sie wird als leicht eingestuft und ist 11,3 km lang.

#### Jakobsweg 16

Symbol der Jakobsmuschel als Wegweiser am Jakobsweg

Von Fulda kommend, ist nach Schlüchtern auch Steinau an der Straße eine Station am Jakobsweg 16, der über Frankfurt und Mainz nach Trier bzw. Worms führt. Er orientiert sich am Verlauf der alten Handelsstraße, der Via Regia, wo schon im Mittelalter Pilger gegangen sind, um zu den berühmten Wallfahrtsorten Vézelay in Frankreich bzw. Le Puy, dem Ausgangspunkt des französischen Weges nach Santiago de Compostela in Spanien zu gelangen. Der Weg ist durchgängig mit dem europäischen Muschelzeichen (Bild) markiert. Nach Steinau führt er weiter über Bad Soden-Salmünster zur nächsten Station in Wächtersbach.

## Persönlichkeiten

### Söhne und Töchter der Stadt
- Melchior Kling (1504–1571), Jurist und Rechtswissenschaftler
- Katharina Juliane von Hanau-Münzenberg (1604–1668), verheiratete Gräfin von Solms-Laubach und Prinzessin von Wied-Runkel
- Karl Reinhard Müller (1774–1861), Mathematiker und Ehrenbürger Marburgs
- Johannes Menge (1788–1852), Geologe und Mineraloge, tätig in Australien
- Heinrich Carl Breidenstein (1796–1876), Komponist und Musikgelehrter
- Bernhard Denhard (1809–1872), Pädagoge und Mitglied der kurhessischen Ständeversammlung
- Wilhelm Wagner (1843–1880), Altphilologe und Shakespeare-Forscher
- Friedrich von Bruchhausen (1886–1966), Pharmazeut und Hochschullehrer
- Ulrich Pothast (* 1939), Philosoph

### Persönlichkeiten, die in dieser Stadt gewirkt haben
- Otto Brunfels (1488 in Mainz–1534), Theologe, Humanist, Botaniker
- Jacob Grimm (1785–1863), Sprach- und Literaturwissenschaftler
- Wilhelm Grimm (1786–1859), Sprach- und Literaturwissenschaftler
- Ludwig Emil Grimm (1790–1863), Maler und Kupferstecher
- Thomas Adolph (1890–1963), Erfinder des Stanzautomaten
- Willi Tripp (Wilhelm Heinrich Tripp) (1896 in Essen-1975 in Steinau an der Straße), war seit 1928 in Steinau als Kunstmaler tätig. Sein Werk reicht von figurativen Bildern, über Landschaftsbilder, insbesondere des oberen Kinzigtals, des Bergwinkels und der Rhön, bis zu Blumenstillleben.
- Karl Magersuppe (1900–1981), Marionettentheaterbesitzer und -spieler, Träger des Bundesverdienstkreuzes 1. Klasse